# Авана, Зеяб
Зеяб Авана Ахмед Хусейн Аль-Мусаби (араб. ذياب عوانة‎; 6 июля 1990[…], Абу-Даби — 25 сентября 2011, Абу-Даби) — арабский футболист, нападающий.
Воспитанник футбольной школы клуба «Бани Яс». Выступал за него в период с 2007 по 2011 год. Играл за национальную сборную ОАЭ, в составе которой становился серебряным призёром Азиатских игр 2010 года. До этого выступал за молодёжные сборные страны разных категорий.

## Известность
Большую популярность игрок получил благодаря голу с пенальти, забитому пяткой во во время товарищеского матча между сборными ОАЭ и Ливана, состоявшегося 17 июля 2011 года. При счёте 5:2 в пользу эмиратской команды судья назначил пенальти в ворота Ливана. Исполнителем удара стал Зеяб Авана, который непосредственно перед ударом по мячу неожиданно развернулся и пробил по мячу пяткой. Удар вышел не очень сильным, но мяч всё же оказался в воротах. Гол был засчитан, однако Авану обвинили в неуважении к сопернику. После исполнения пенальти игрок был заменён.

## Смерть
25 сентября 2011 года Зеяб попал в серьёзное ДТП неподалёку от Абу-Даби. Легковой автомобиль, на котором Авана возвращался с тренировки, столкнулся с грузовиком. Брат футболиста был в тяжёлом состоянии доставлен в реанимацию, сам же игрок погиб на месте.